# 韦加尔·于尔旺
韦加尔·于尔旺（挪威語：Vegard Ulvang，1963年10月10日—），男子挪威越野滑雪运动员。他曾代表挪威参加1988年、1992年和1994年冬季奥林匹克运动会越野滑雪比赛，获得三枚金牌、二枚银牌和一枚铜牌。